# Lucy Punch
Lucy Punch (født 30. december 1977 i London i  England) er en britisk skuespillerinde. Hun er mest kendt for sine roller i TV-serierne Doc Martin og The Class.
Punch havde en rolle i Woody Allens romantiske dramakomedie You Will Meet a Tall Dark Stranger og komediefilmen Dinner for Schmucks – begge fra 2010.